# Septème
Septème és un municipi francès situat al departament de la Isèra i a la regió d'Alvèrnia-Roine-Alps. L'any 2007 tenia 1.756 habitants.

## Demografia

### Població
El 2007 la població de fet de Septème era de 1.756 persones. Hi havia 627 famílies de les quals 112 eren unipersonals (52 homes vivint sols i 60 dones vivint soles), 193 parelles sense fills, 270 parelles amb fills i 52 famílies monoparentals amb fills.
La població ha evolucionat segons el següent gràfic:
Habitants censats

### Habitatges
El 2007 hi havia 701 habitatges, 647 eren l'habitatge principal de la família, 23 eren segones residències i 32 estaven desocupats. 616 eren cases i 81 eren apartaments. Dels 647 habitatges principals, 532 estaven ocupats pels seus propietaris, 113 estaven llogats i ocupats pels llogaters i 2 estaven cedits a títol gratuït; 2 tenien una cambra, 22 en tenien dues, 91 en tenien tres, 190 en tenien quatre i 342 en tenien cinc o més. 568 habitatges disposaven pel capbaix d'una plaça de pàrquing. A 226 habitatges hi havia un automòbil i a 385 n'hi havia dos o més.

### Piràmide de població
La piràmide de població per edats i sexe el 2009 era:
| Homes | Edats   | Dones |
| ----- | ------- | ----- |
| 0     | 95 o +  | 0     |
| 0     | 90 a 94 | 0     |
| 12    | 85 a 89 | 16    |
| 4     | 80 a 84 | 4     |
| 20    | 75 a 79 | 24    |
| 24    | 70 a 74 | 28    |
| 32    | 65 a 69 | 12    |
| 40    | 60 a 64 | 40    |
| 40    | 55 a 59 | 48    |
| 60    | 50 a 54 | 48    |
| 40    | 45 a 49 | 28    |
| 64    | 40 a 44 | 56    |
| 68    | 35 a 39 | 72    |
| 44    | 30 a 34 | 40    |
| 48    | 25 a 29 | 56    |
| 32    | 20 a 24 | 40    |
| 56    | 15 a 19 | 52    |
| 40    | 10 a 14 | 68    |
| 64    | 5 a 9   | 52    |
| 68    | 0 a 4   | 36    |

## Economia
El 2007 la població en edat de treballar era de 1.139 persones, 878 eren actives i 261 eren inactives. De les 878 persones actives 817 estaven ocupades (423 homes i 394 dones) i 59 estaven aturades (22 homes i 37 dones). De les 261 persones inactives 108 estaven jubilades, 107 estaven estudiant i 46 estaven classificades com a «altres inactius».

### Ingressos
El 2009 a Septème hi havia 638 unitats fiscals que integraven 1.796 persones, la mediana anual d'ingressos fiscals per persona era de 21.241 €.

### Activitats econòmiques
Dels 87 establiments que hi havia el 2007, 3 eren d'empreses extractives, 1 d'una empresa alimentària, 2 d'empreses de fabricació de material elèctric, 2 d'empreses de fabricació d'altres productes industrials, 25 d'empreses de construcció, 21 d'empreses de comerç i reparació d'automòbils, 4 d'empreses de transport, 4 d'empreses d'hostatgeria i restauració, 1 d'una empresa d'informació i comunicació, 2 d'empreses financeres, 7 d'empreses immobiliàries, 5 d'empreses de serveis, 4 d'entitats de l'administració pública i 6 d'empreses classificades com a «altres activitats de serveis».
Dels 30 establiments de servei als particulars que hi havia el 2009, 1 era una oficina de correu, 2 tallers de reparació d'automòbils i de material agrícola, 3 paletes, 5 guixaires pintors, 1 fusteria, 8 lampisteries, 2 electricistes, 3 perruqueries, 2 restaurants, 2 agències immobiliàries i 1 saló de bellesa.
Dels 7 establiments comercials que hi havia el 2009, 2 eren botiges de menys de 120 m², 1 una fleca, 2 carnisseries i 2 floristeries.
L'any 2000 a Septème hi havia 33 explotacions agrícoles que ocupaven un total de 546 hectàrees.

## Equipaments sanitaris i escolars
L'únic equipament sanitari que hi havia el 2009 era una farmàcia.
El 2009 hi havia una escola elemental.

## Poblacions més properes
El següent diagrama mostra les poblacions més properes.